# سجراره
سجراره (به عربی: سجرارة) یک شهرداری در الجزایر است که در استان معسکر واقع شده‌است. سجراره ۷٬۸۱۹ نفر جمعیت دارد.